# Parafia św. Kazimierza w Radgoszczy
Parafia św. Kazimierza w Radgoszczy – rzymskokatolicka parafia w Radgoszczy należąca do dekanatu Dąbrowa Tarnowska diecezji tarnowskiej.
W skład terytorium parafii wchodzi część miejscowości Radgoszcz (ulice: Cicha, Górki, ks. Henryka Florka, Graniczna, Jagiellońska, Kopernika do nr 80, Leśna, Mały Dwór, Narożniki, Orzeszkowej, Józefa Otfinowskiego, plac św. Kazimierza, Polna, Słoneczna, Strażacka, Szczucińska do nr 88, Wesoła, Witosa do nr 82, Zadębie i Zdrojowa) oraz część miejscowości Żdżary (ulice: Nowa, Spokojna i Tarnowska).
Obecny kościół został zbudowany w 1860 i konsekrowany przez biskupa tarnowskiego Józefa Alojzego Pukalskiego w 1862.